# Blackbird (chanson d'Alter Bridge)
Pour les articles homonymes, voir Blackbird.
Blackbird est une chanson du groupe Alter Bridge sortie en 2007.